# Nederländernas kungliga flotta

Nederländernas kungliga flottas gös.

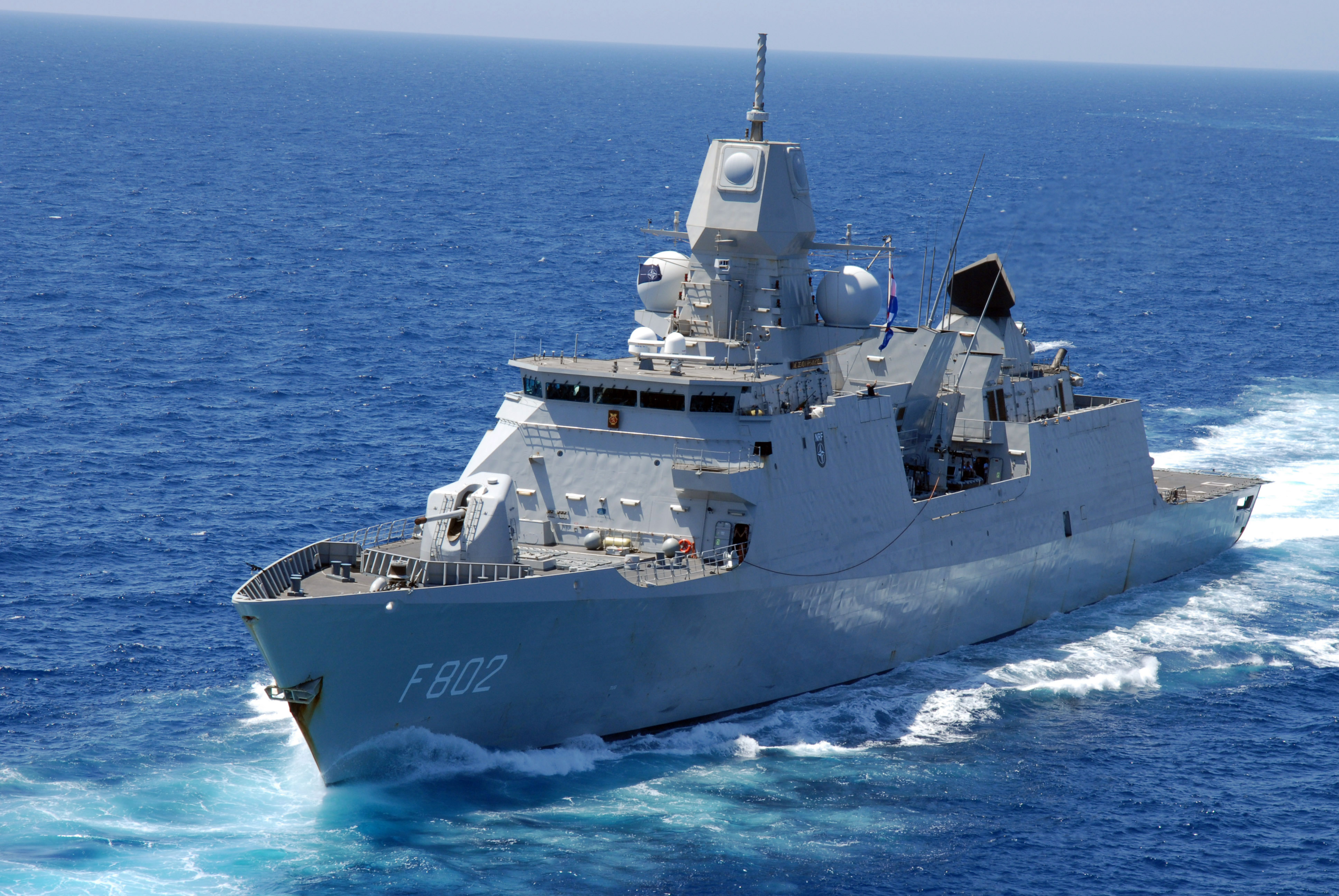
Fregatten De Zeven Provincien.

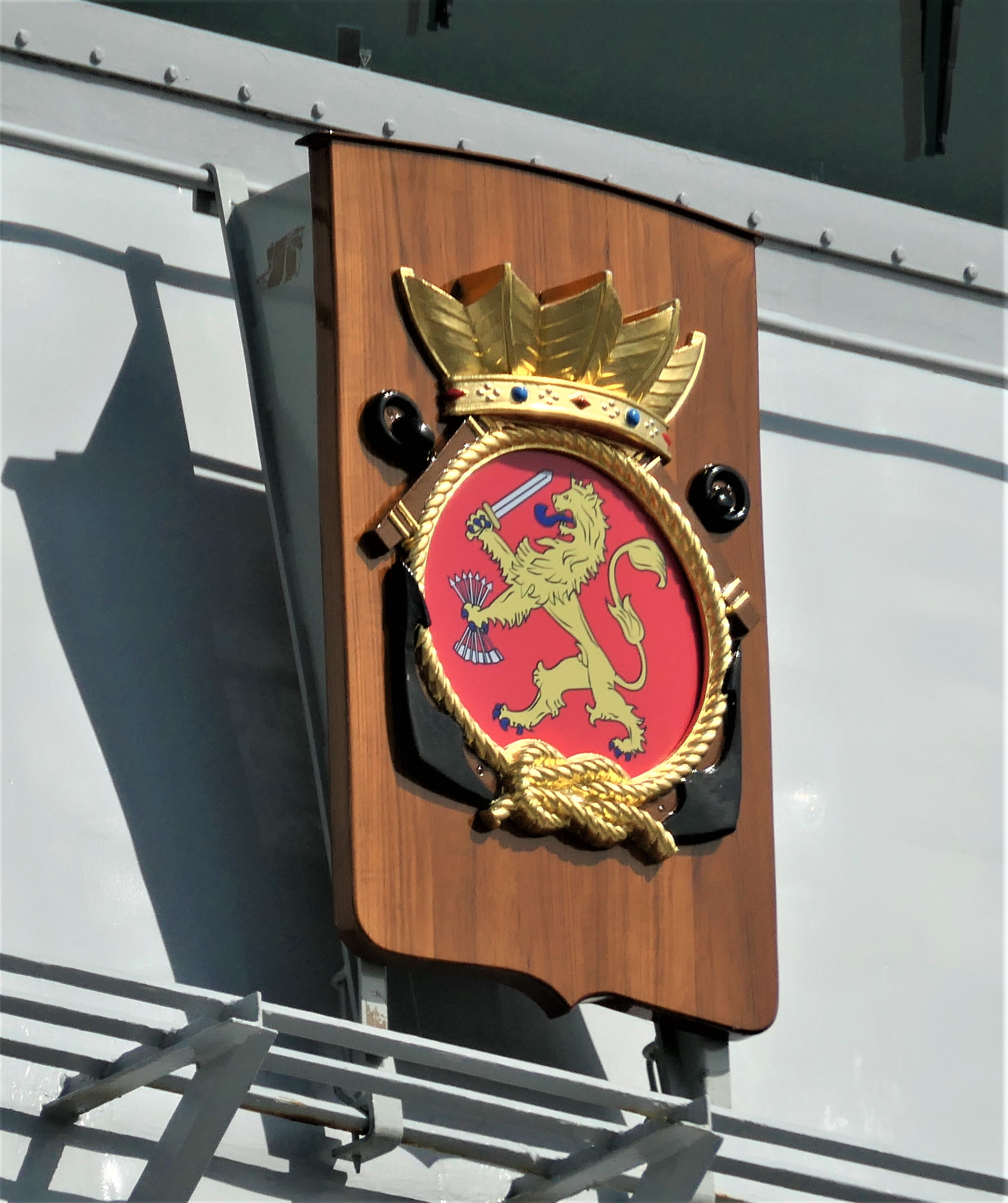
Republiken Förenade Nederländernas vapen på kommandobryggan till fregatten De Zeven Provinciën (F802). Vapnet används fortfarande av nederländska flottans fartyg, som bär på namnet De Zeven Provinciën.

Nederländernas kungliga flotta (nederländska: Koninklijke Marine) är Nederländernas örlogsflotta och den marina delen av Nederländernas försvarsmakt. Den härleder sina traditioner från den 8 januari 1488.
Flottan består av: 6 fregatter, 4 patrullbåtar, 6 minröjningsfartyg, 1 Understödsfartyg, 2 Amfibiskt transportfartyg, 4 ubåtar, 40 andra fartyg, 20 helikoptrar. Flottan har 10 500 aktiv personal och 850 reservister.
Huvudbasen är belägen vid staden Den Helder i provinsen Noord-Holland och sekundärbaser finns i Amsterdam, Vlissingen, Texel samt Willemstad på Curaçao i Nederländska Antillerna i Västindien.